# Trzanowice
Trzanowice (czes. Třanoviceⓘ, niem. Trzanowitz) – gmina w Czechach. Położone jest na Śląsku Cieszyńskim w kraju morawsko-śląskim, powiecie Frydek-Mistek. W 2001 ponad 20% zadeklarowało narodowość polską.
Od 1 stycznia 1980 do 23 listopada 1990 w granicach Gnojnika.

## Historia
Pierwsza wzmianka pochodzi z 1431 roku. Politycznie wieś znajdowała się wówczas w granicach Księstwa Cieszyńskiego, będącego lennem Królestwa Czech, a od 1526 roku w wyniku objęcia tronu czeskiego przez Habsburgów wraz z regionem aż do 1918 roku w monarchii Habsburgów (potocznie Austrii). W okresie międzywojennym gmina dwukrotnie znajdowała się w granicach Polski (1918-19 i 1938-39 r.).
Z Trzanowic wywodzi się ród słynnego teologa i poety Jerzego Trzanowskiego – jego pradziadek był w Trzanowicach wójtem.
Tutaj urodził się Jan Buzek (1815–1886), nauczyciel i działacz społeczny.
We wsi swe dzieciństwo spędził znany prawnik i socjolog Eduard August Schroeder.

## Atrakcje turystyczne
- Filiarny neogotycki kościół św. Bartłomieja z 1904 r.
- Kościół ewangelicki wystawiony w latach 1927-31, według planu Tadeusza Michejdy.
- Pomnik Jerzego Trzanowskiego z 1956 r.
- Muzeum Jerzego Trzanowskiego z 2013 r.

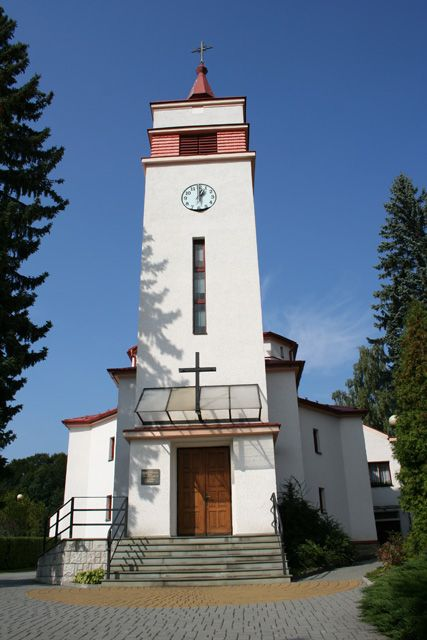
Kościół ewangelicki
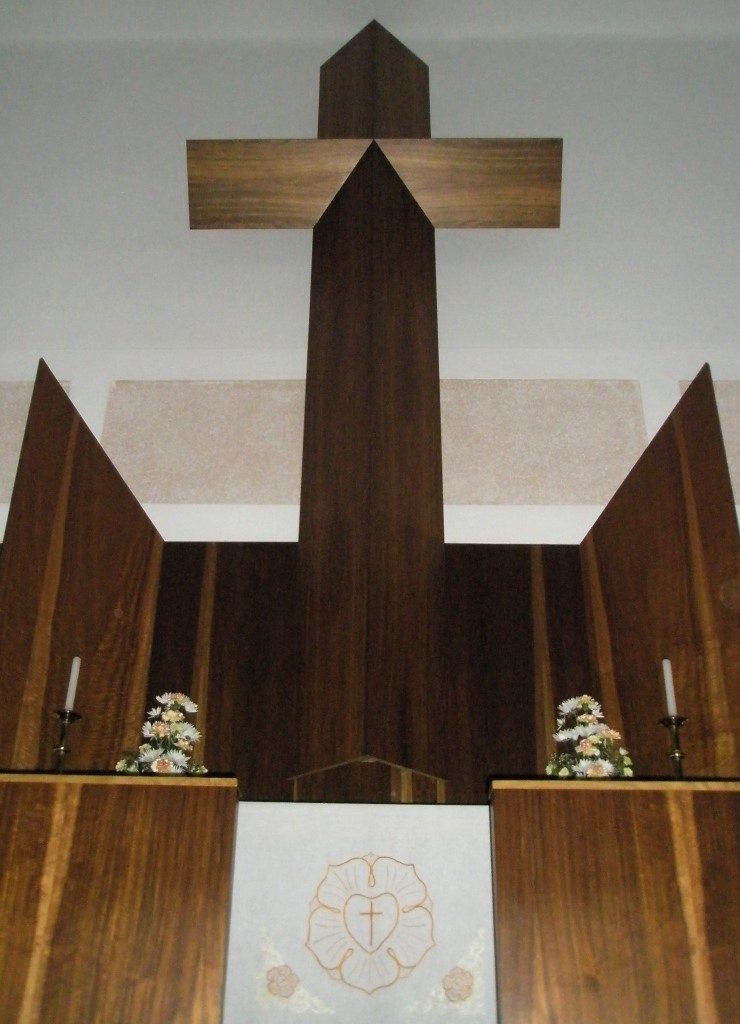
Ołtarz w kościele ewangelickim
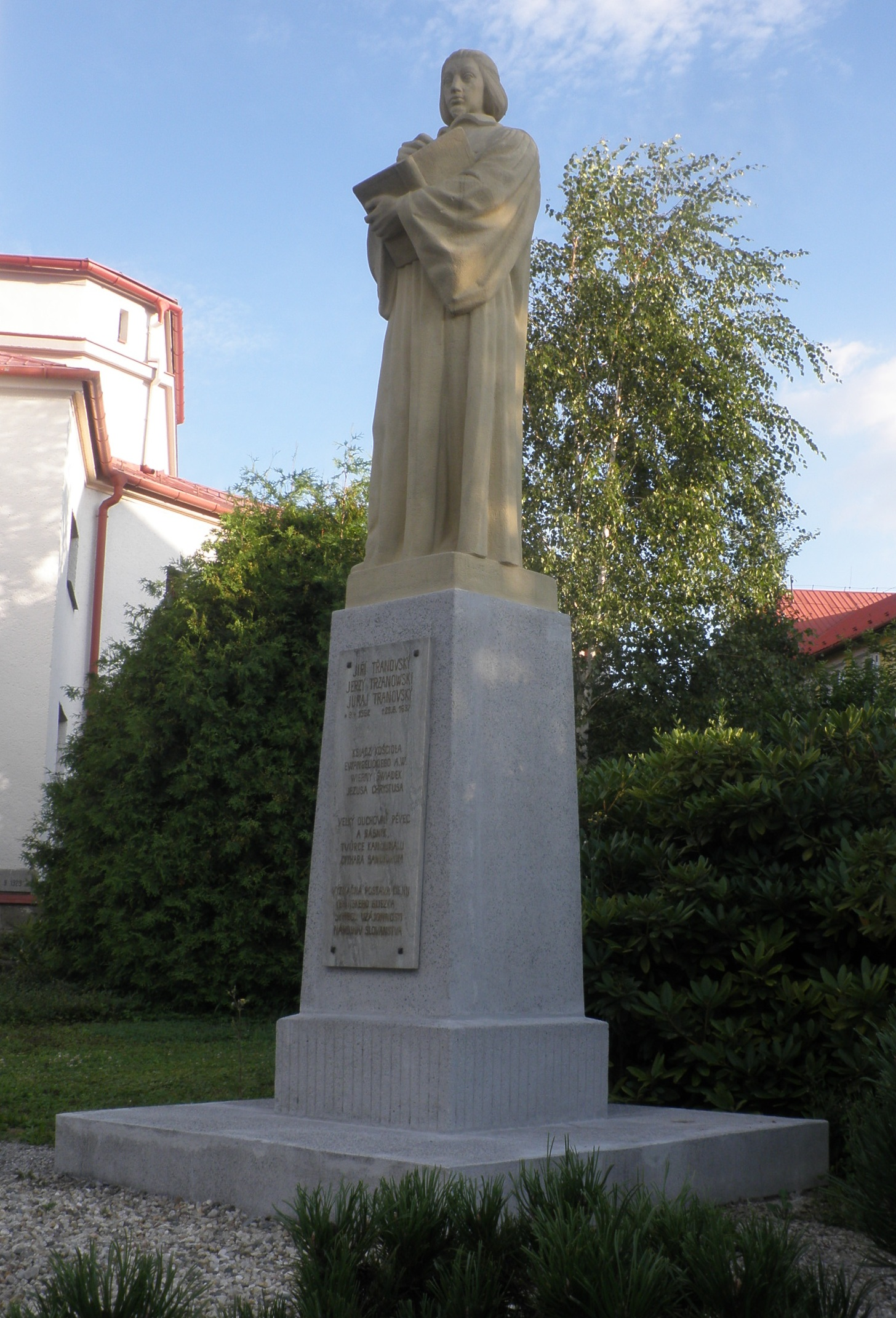
Pomnik Jerzego Trzanowskiego
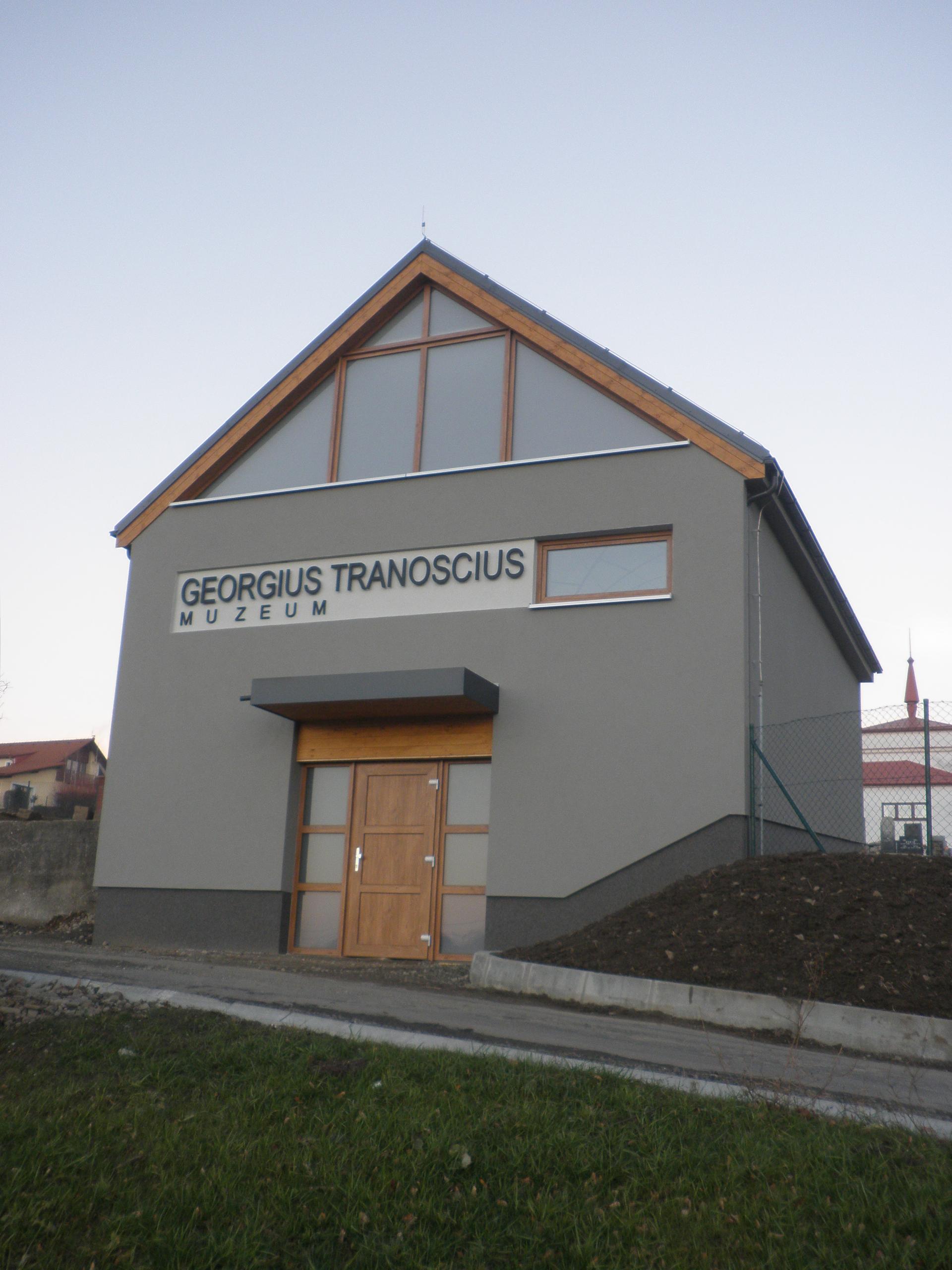
Muzeum Jerzego Trzanowskiego
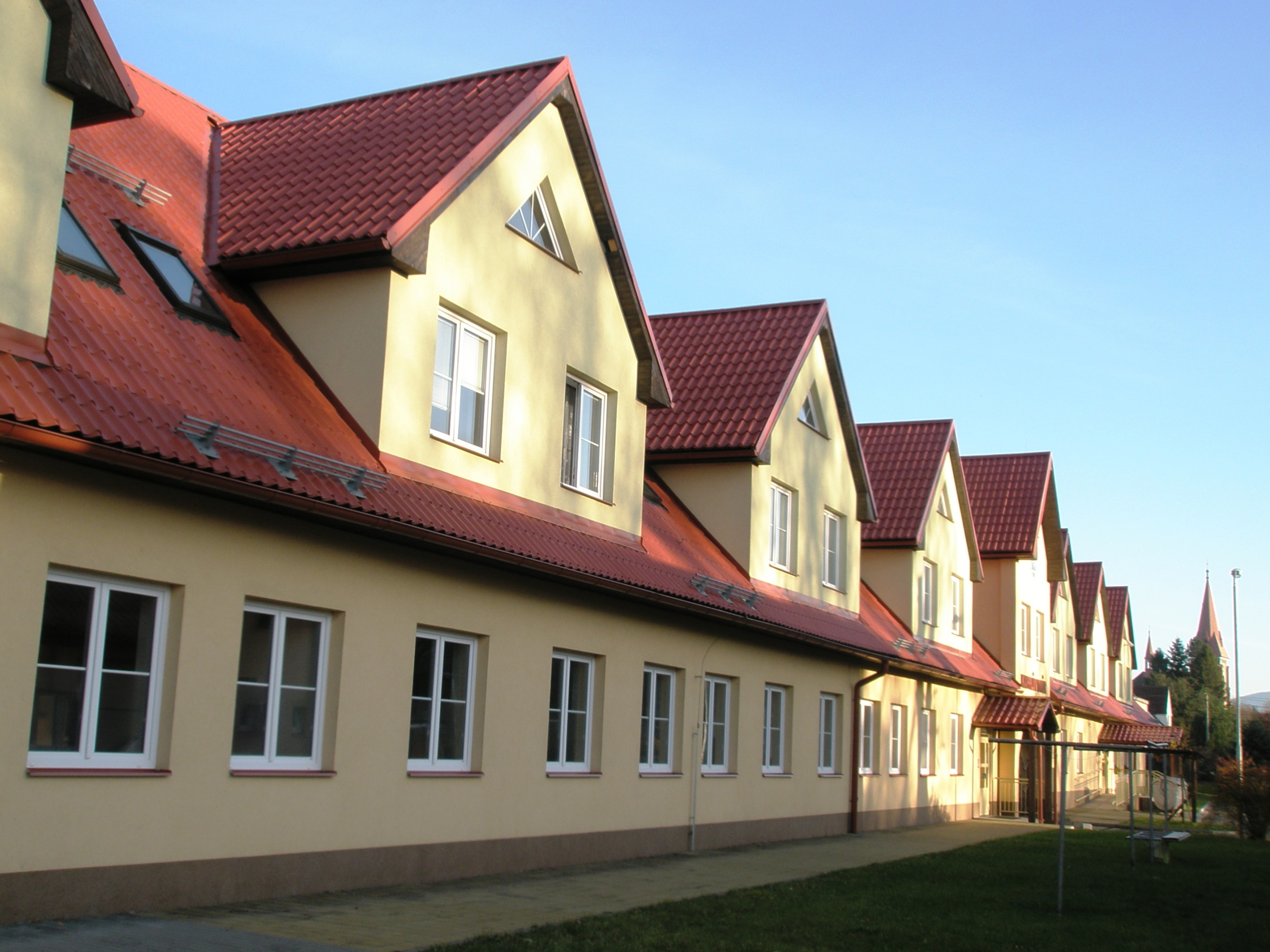
Centrum biznesowe
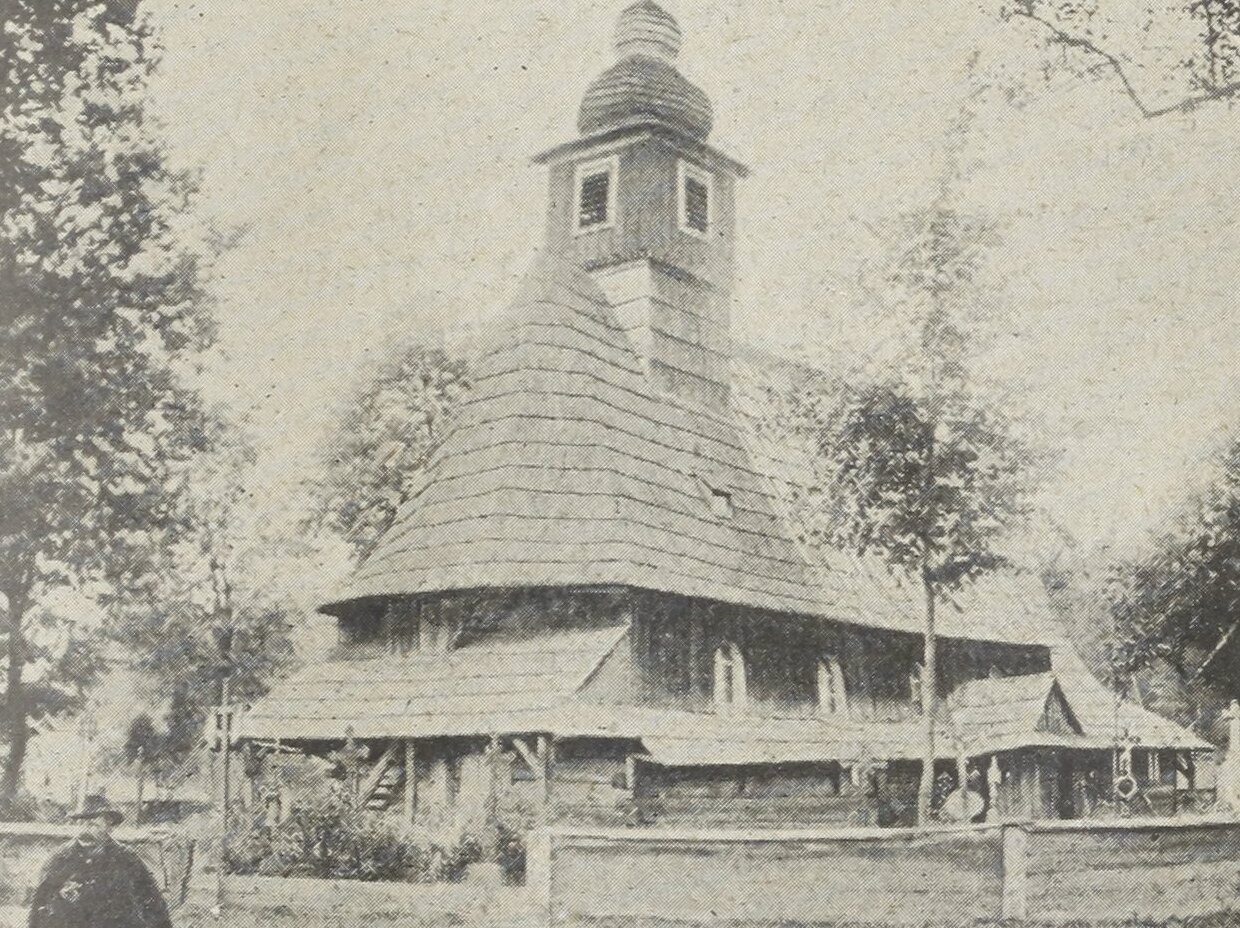
Dawny drewniany kościół